# Меса де Сабас (Гвазапарес)
Меса де Сабас (шп. Mesa de Sabás) насеље је у Мексику у савезној држави Чивава у општини Гвазапарес. Насеље се налази на надморској висини од 1120 м.

## Становништво
Према подацима из 2005. године у насељу су живела 2 становника.

### Хронологија
| Година       | 2000       | 2005 |
| ------------ | ---------- | ---- |
| Становништво | 10 (6 / 4) | 2    |

### Попис
| # | Индикатор                        | Вредност |
| - | -------------------------------- | -------- |
| 1 | Укупно појединачних домаћинстава | 1        |